# Morten A. Korch
Morten Andreas Korch (25. marts 1909 i Odense – 21. april 2012 i Hørsholm) var søn af den danske forfatter Morten Korch. Han blev uddannet som boghandler og var fra 1947 forlægger for sin fars bøger på Morten A. Korchs Forlag, som i 1949 blev sluttet sammen med Povl Branners Forlag (grundlagt 1932) til Branner og Korchs Forlag; det blev indtil 1977 ledet af Morten A. Korch. Morten A. Korchs Forlag blev gendannet i 1984
, og ved Korchs 100 års fødselsdag var han stadig aktiv på forlaget, og betegnedes som verdens ældste forlægger .